# Bodo Kühn
Bodo Kühn (* 2. Mai 1912 in Stützerbach; † 22. Januar 2012 in Weimar) war ein deutscher Schriftsteller.

## Leben
Bodo Kühn ist der Sohn eines Glasbläsers. Er absolvierte eine kaufmännische Lehre und war in der Glas- und Porzellanindustrie tätig. Nachdem er sich bereits früh mit der Geschichte seiner thüringischen Heimat beschäftigt hatte, veröffentlichte er seit den Dreißigerjahren erzählende Werke in Thüringer Lokalzeitungen. Bereits zum 1. Oktober 1931 trat er der NSDAP bei (Mitgliedsnummer 678.631).
Kühn nahm als Soldat der Wehrmacht am Zweiten Weltkrieg teil und wurde schwer verwundet. Nach Kriegsende wurde er Mitglied der Ost-CDU und war bis 1949 als Glasbläser tätig; ab 1951 gehörte er der Redaktion des in Weimar erscheinenden Thüringer Tageblatts an. Er lebte zuletzt in einem Weimarer Altenheim.
Bodo Kühn war Verfasser von Romanen und Erzählungen, vorwiegend über Themen aus der thüringischen Landesgeschichte.

## Werke
- Licht über den Bergen, Berlin 1955
- Arkanum, Berlin 1959
- Meister Gutenberg, Berlin 1961
- Der Rhön-Paulus, Weimar 1962
- Gloriosa, Berlin 1963
- Laß Frieden sein, Berlin 1964
- Das kostbare Fenster, Berlin 1965
- Das Raubnest auf dem Hermannstein, Weimar 1967
- Sturmnacht, Berlin 1967
- Der Stadtpfeifer, Berlin 1969
- Und er schaffte es doch, Weimar 1972
- Die gläserne Madonna, Berlin 1974
- Das Werk macht den Meister, Berlin 1974
- Der Heilige Stein, Berlin 1978
- Die Bauern von Molsdorf, Berlin 1979
- Schneidemüller Sturm, Berlin 1980
- Burgscheidunger Geschichten, Berlin 1981
- Brandleite, Berlin 1984
- Die Kirchturmuhr, Berlin 1988
- Der Papierkönig, Stützerbach 1999
- 500 Jahre Name "Stützerbach", Stützerbach 2002
- Unruhe in der Stadt, Stützerbach 2002
- Der Damm, Stützerbach 2003
- Das Schwedengretel, Weimar 2009